# 바소체

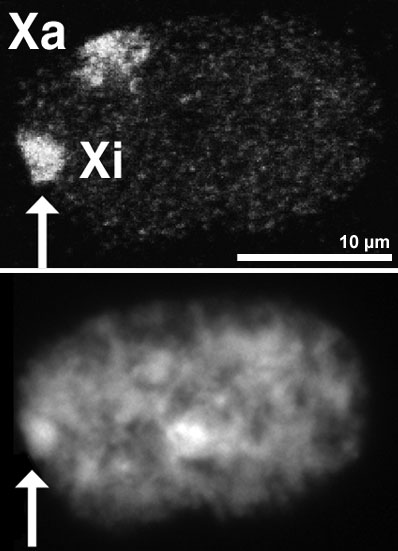
여성 양수에 떠있는 세포의 핵. 위: FISH(Fluorescence in situ hybridization)법을 통해 두 개의 X염색체를 볼 수 있다. 이 사진은 공초점 레이저 현미경에 의해 찍혔다. 아래 : 같은 핵을 다피 염색(DAPI)법을 통해 염색하고, CCD 카메라로 찍은 사진이다. 화살표가 가리키는 것이 바소체이고, Xi로 표시된 것이 불활성화된 X염색체이다(inactive X (Xi)).

바소체(Barr body)는 여성의 체세포에서 발견되는 비활성화된 X염색체이다. 발견자 머레이 바의 이름을 따서 붙인 이 염색체는 X나 Z염색체의 배수체에서 보다는 Y나 W염색체의 존재에 의해 성이 결정되는 종들(사람을 포함한)에서 리용화 라는 현상에 의해 X염색체가 불활성화 된다. 리옹의 가설은 포유류의 배 발생시 여러개의 X염색체를 가진 세포에 하나를 제외한 나머지 모든 X염색체가 불활성화 되는 것을 보여준다. X염색체 불활성화는 포유류의 배 발생 초기에 각 체세포의 두 X염색체 중 하나에서 무작위적으로 일어나며, 예외적으로 유대목 동물과 태반이 있는 포유류의 태반 외 조직에서는 항상 부계로부터 물려받은 X염색체가 불활성된다.
남성과 여성 어느쪽이든 2개 이상의 X염색체를 갖고있다면, 간기에 총 X염색체의 수보다 1개 작은 수의 바소체를 항상 관찰할 수 있다. 예를 들면, 47,XXY의 핵형을 갖고있는 남성은 1개의 바소체를 갖고 있을 것이며 47,XXX의 핵형을 갖고있는 여성은 2개의 바소체를 갖고 있을 것이다. 바소체는 호중구의 핵에서 볼 수 있다.

## 원리
일반적인 여성은 세포 하나에 단 한개의 바소체를 갖고있고, 반대로 일반적인 남성은 갖고 있지 않다.
일반적인 포유류의 X염색체 불활성화는 동원체 근처에 있는 Xic(X염색체 불활성화 센터)라고 불리는 곳에서 시작된다. 그 중심부분은 12개의 유전자를 포함하고 있으며, 단백질을 결정하는 7개의 코드, 다섯개의 비 번역RNA들, X염색체 불활성화 과정에서 기능을 하는 두개의 Xist 와 Tsix이(유전자) 있다. 중심부 또한 염색체 숫자를 세는데에 있어서 중요한 것으로 보인다. 임의적인 비활성화는 두 개 또는 더 많은 X염색체에서만 발생한다. 초기 발생 (생물학)에서 인공적으로 Xic를 제공해 줄 경우 남성의 세포에 있는 하나의 X염색체를 비활성화 시킨다.
Xist 와 Tsix의 기능은 서로 적대적인 기능을 하는 것으로 보인다. 이후에 X 염색체 비활성화의 결과물에서 Tsix 발현의 감소는 Xic 주변의 Xist 발현 수준이 증가하도록 한다. 그리고 이후에 활성화된 X염색체에서 Tsix의 발현 수준은 유지된다. 그래서 Xist의 발현수준은 낮게 유지된다.

## 의고
- 성결정

## 같이 보기
- 성결정계
- 탈메틸화
- 아세틸화